# Guillermo Flores Reyes
 Capitán Guillermo Flores (nacido como Guillermo Flores Reyes, el 25 de junio de 1898 en Manalisco, Jalisco, México - 5 de noviembre de 2014 Ecatepec, Estado de México, México) fue escolta personal del General Francisco Villa y Capitán en la división del norte durante la revolución Mexicana que se llevó a cabo de 1910 a 1920. Es conocido por ser el último de los dorados de Villa, además de ser recordado por vivir hasta los 116 años. Era conocido como Ojos de gato

## Biografía
Nació en Manalisco, Jalisco en el año de 1898. No se sabe mucho de sus padres o familia, pues desde muy temprana edad tuvo que valerse por sí mismo.

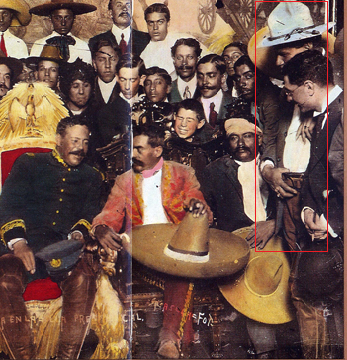
Guillermo junto a Villa y Zapata. Sombrero blanco y mano a la cintura.

### Comienzos
A la edad de 15 años, encontró a su novia con un primo hermano. Guillermo, al sentirse traicionado, les dijo que nunca más quería volverlos a ver juntos. Paso el tiempo y nuevamente los volvió a encontrar, esta vez enojado -relata- saco una pistola cuarenta y cuatro cuarenta que llevaba consigo y le disparó a su primo, la bala lo atravesó y rebotó incrustándose en el cuerpo de Ortidia, su novia; los dos cayeron al piso muertos. Guillermo, al ver el panorama en el que se encontraba huyó de ese lugar. Después de estar vagando por buen tiempo, encontró un campamento de la División del Norte en el que se introdujo en busca de comida, siendo atrapado por un grupo de hombres Villistas. Los Villistas, pensando que era un espía lo llevaron hasta el "Centauro del Norte" más conocido como Pancho villa. Villa después de interrogarlo decidió unirlo a su ejército pues dijo que en un futuro sería necesario.

### Siguiente etapa
En 1913 oficialmente se unió a las filas de los Villistas, después de haber tenido ese primer contacto y haber recibido la confianza de Francisco "Pancho" Villa. Pronto, el joven Guillermo destacó por su buena puntería, teniendo como recompensa formar parte de la escolta personal del líder revolucionario conocida como los Dorados de Villa. Don Guillermo relato que Francisco Villa al ver sus capacidades para disparar le preguntó que quién había sido el encargado de enseñarle a disparar de esa manera, a lo que Guillermo dijo que él se había enseñado solo para después recibir un: "Pues usted es muy bueno" por parte de Villa.
Entre sus recuerdos más preciados se encuentra la invasión a los Estados Unidos en el año de 1916 al pueblo de Columbus, Nuevo México. Al recordar esta parte de su vida Don Guillermo dijo: "Matamos, robamos bancos, quemamos casas, colgamos gringos y matamos a mucha gente, así como ellos también lo hicieron con nosotros". Hace referencia también al valor que tuvo Francisco Villa para invadir a los estadounidenses, haciendo referencia a que "ninguno otro tuvo suficientes ... para invadir a los gringos". Por cierto esta es la única invasión que tiene los Estados Unidos en su historia.
Como villista dijo que mató a muchos, pero deja en claro que a ninguno por la espalda o a traición. También aseguró que fue muy mujeriego y que llegó a tener 18 mujeres, dejando en claro que a la que no le "daba el ancho", como decía él, era cambiada por una mejor.

### Mano derecha del Centauro del Norte
Al paso del tiempo, Guillermo se volvió la mano derecha del General y fue testigo de algunos de los secretos de las mujeres de Pancho Villa; "El Ojos de Gato" como apodaba Villa a Flores, reveló que guarda una copia de algunas actas de matrimonio y de nacimiento de los hijos y esposas del héroe, ya que durante sus batallas, ambos siempre conquistaban mujer

## Vida personal
Vivió en el Estado de México, específicamente en Ecatepec de Morelos, en un departamento en casa de su nieta. El gobierno del Estado de México lo mantenía pensionado, dándole una pensión mensual de 2500 pesos, pero cuando llegó el nuevo gobernador Eruviel Ávila Villegas fue suspendida. El nieto de Pancho Villa también llamado Francisco Villa y de profesión abogado, intervino en una pelea penal para devolverle la pensión a don Guillermo. Así vivió en un departamento con fotos y recuerdos el último dorado de Villa hasta su muerte en 2014.